# Copa Espírito Santo de Futebol 2017
In 2017 werd de vijftiende editie van de Copa Espírito Santo de Futebol gespeeld voor voetbalclubs uit de Braziliaanse staat Espírito Santo. De competitie werd georganiseerd door de FES en werd gespeeld van 29 juli tot 14 oktober. Atlético Itapemirim werd kampioen en mocht daardoor deelnemen aan de Copa Verde 2018 en de Campeonato Brasileiro Série D 2018, omdat Atlético Itapemirim ook reeds via de staatscompetitie geplaatst was nam vicekampioen Espírito Santo de plaats in de Série D in.

## Eerste fase

### Groep A
| Plaats | Clu            | Wed. | W | G | V | Saldo | Ptn. |
| ------ | -------------- | ---- | - | - | - | ----- | ---- |
| 1.     | Rio Branco     | 6    | 4 | 2 | 0 | 9:3   | 14   |
| 2.     | Espírito Santo | 6    | 4 | 1 | 1 | 8:3   | 13   |
| 3.     | Real Noroeste  | 6    | 0 | 3 | 3 | 5:9   | 3    |
| 4.     | Serra          | 6    | 0 | 2 | 4 | 2:9   | 2    |

|  | Geplaatst voor tweede fase |

### Groep B
| Plaats | Clu                 | Wed. | W | G | V | Saldo | Ptn. |
| ------ | ------------------- | ---- | - | - | - | ----- | ---- |
| 1.     | Desportiva          | 8    | 6 | 1 | 1 | 25:9  | 19   |
| 2.     | Atlético Itapemirim | 8    | 5 | 1 | 2 | 14:7  | 16   |
| 3.     | Vitória             | 8    | 5 | 1 | 2 | 14:9  | 16   |
| 4.     | Sport Linharense    | 8    | 1 | 1 | 6 | 9:20  | 4    |
| 5.     | Linhares            | 8    | 1 | 0 | 7 | 5:22  | 3    |

|  | Geplaatst voor tweede fase |

## Tweede fase
In geval van gelijkspel gaat het team met het beste resultaat in de groepsfase door.
|  | halve finale        | halve finale | halve finale | halve finale |  |                     | finale | finale | finale | finale |
|  |                     |              |              |              |  |                     |        |        |        |        |
|  |                     |              |              |              |  |                     |        |        |        |        |
|  | Atlético Itapemirim | 1            | 1            | 2            |  |                     |        |        |        |        |
|  | Rio Branco          | 0            | 0            | 0            |  |                     |        |        |        |        |
|  |                     |              |              |              |  | Atlético Itapemirim | 0      | 1      | 1 (5)  |        |
|  |                     |              |              |              |  | Espírito Santo      | 0      | 1      | 1 (3)  |        |
|  | Espírito Santo      | 2            | 1            | 3            |  |                     |        |        |        |        |
|  | Desportiva          | 1            | 1            | 2            |  |                     |        |        |        |        |

Details finale
|                |                |       |                     |                                                     |
| 7 oktober Heen | Espírito Santo | 0 – 0 | Atlético Itapemirim | Estádio Kleber Andrade, Cariacica Toeschouwers: 550 |
| 7 oktober Heen |                |       |                     | Estádio Kleber Andrade, Cariacica Toeschouwers: 550 |

| Espírito Santo | Atlético |

|                  |                                                 |       |                                             |                                                             |
| 14 oktober Terug | Atlético Itapemirim                             | 1 – 1 | Espírito Santo                              | Estádio Sumaré, Cachoeiro de Itapemirim Toeschouwers: 1.579 |
| 14 oktober Terug | Geraldo 89'                                     |       | 90+1' Makelele                              | Estádio Sumaré, Cachoeiro de Itapemirim Toeschouwers: 1.579 |
| 14 oktober Terug | Strafschoppen                                   |       |                                             | Estádio Sumaré, Cachoeiro de Itapemirim Toeschouwers: 1.579 |
| 14 oktober Terug | Juninho Rodolfo Rhayne Chiquinho Wagner Carioca | 5 - 3 | Makelele Serrano Ranieri Matheus do Rosário | Estádio Sumaré, Cachoeiro de Itapemirim Toeschouwers: 1.579 |

| Atlético | Espírito Santo |

## Kampioen
| Copa Espírito Santo de Futebol de 2017 |
| Itapemirim                             |
| -------------------------------------- |
| Itapemirim Kampioen (1e titel)         |